# UCI Oceania Tour 2006
Navigation
Édition précédente Édition suivante
L'UCI Oceania Tour 2006 est la deuxième édition de l'UCI Oceania Tour, l'un des cinq circuits continentaux de cyclisme de l'Union cycliste internationale. Il est composé de 7 compétitions, organisées du 9 octobre 2005 au 29 janvier 2006 en Océanie. Il a été remporté par le néo-zélandais Gordon McCauley, vainqueur du Tour de Southland, du contre-la-montre et de la course en ligne des championnats d'Océanie de cyclisme sur route. 

## Calendrier des épreuves

### Octobre 2005
| Date | Course                           | Pays      | Classe | Vainqueur       | Équipe          |
| ---- | -------------------------------- | --------- | ------ | --------------- | --------------- |
| 9-15 | Herald Sun Tour                  | Australie | 2.1    | Simon Gerrans   | AG2R Prévoyance |
| 22   | Melbourne to Warrnambool Classic | Australie | 1.2    | Jonas Ljungblad | Amore e Vita    |

### Novembre 2005
| Date | Course            | Pays             | Classe | Vainqueur       | Équipe               |
| ---- | ----------------- | ---------------- | ------ | --------------- | -------------------- |
| 7-12 | Tour de Southland | Nouvelle-Zélande | 2.2    | Gordon McCauley | Trek-Zookeepers Cafe |

### Décembre 2005
| Date | Course                                    | Pays             | Classe | Vainqueur       | Équipe           |
| ---- | ----------------------------------------- | ---------------- | ------ | --------------- | ---------------- |
| 3    | Championnat d'Océanie du contre-la-montre | Nouvelle-Zélande | CC     | Gordon McCauley | Nouvelle-Zélande |
| 4    | Championnat d'Océanie sur route           | Nouvelle-Zélande | CC     | Gordon McCauley | Nouvelle-Zélande |

### Janvier
| Date  | Course                    | Pays             | Classe | Vainqueur       | Équipe          |
| ----- | ------------------------- | ---------------- | ------ | --------------- | --------------- |
| 17-22 | Tour Down Under           | Australie        | 2.HC   | Simon Gerrans   | AG2R Prévoyance |
| 25-29 | Trust House Cycle Classic | Nouvelle-Zélande | 2.2    | Hayden Roulston | Subway          |

## Classements finals
| #   | Coureur           | Pays             | Pts    |
| 1.  | Gordon McCauley   | Nouvelle-Zélande | 180,66 |
| 2.  | Logan Hutchings   | Nouvelle-Zélande | 105    |
| 3.  | Clinton Avery     | Nouvelle-Zélande | 100    |
| 4.  | Phillip Thuaux    | Australie        | 78,2   |
| 5.  | Dominique Perras  | Canada           | 76,2   |
| 6.  | Russell Van Hout  | Australie        | 75,2   |
| 7.  | Wesley Sulzberger | Australie        | 71,2   |
| 8.  | Timothy Gudsell   | Nouvelle-Zélande | 62,66  |
| 9.  | David McCann      | Irlande          | 52     |
| 10. | Gregory Henderson | Nouvelle-Zélande | 51,66  |

| #   | Équipe                         | Pays           | Pts    |
| 1.  | Successfulliving.com           | États-Unis     | 410    |
| 2.  | Southaustralia.com-AIS         | Australie      | 262    |
| 3.  | Drapac Porsche                 | Australie      | 251    |
| 4.  | Savings & Loans                | Australie      | 171,32 |
| 5.  | Health Net-Maxxis              | États-Unis     | 165    |
| 6.  | Kodakgallery.com-Sierra Nevada | États-Unis     | 110    |
| 7.  | DFL-Cyclingnews-Litespeed      | Royaume-Uni    | 76,66  |
| 8.  | Giant Asia Racing              | Taipei chinois | 67     |
| 9.  | Marco Polo                     | Chine          | 50     |
| 10. | Unibet.com                     | Belgique       | 15,66  |

### Classement par nations
| #  | Pays             | Pts    |
| 1. | Australie        | 1532,6 |
| 2. | Nouvelle-Zélande | 940,44 |